# Detlef K. Müller
Detlef K. Müller (* 24. August 1937 in Essen; † 19. Dezember 2024 in Meerbusch) war ein deutscher  Bildungshistoriker und Hochschullehrer.

## Leben
Er studierte Soziologie, Philosophie, Geschichte, Germanistik und Pädagogik an der Goethe-Universität. Von 1965 bis 1972 war er wissenschaftlicher Assistent am Seminar für Gesellschaftslehre der Goethe-Universität. Nach der Promotion 1971 zum Dr. phil. in Frankfurt am Main war er von 1972 bis 2002 Lehrstuhlinhaber für Historische Bildungsforschung und Bildungssoziologie an der Ruhr-Universität Bochum. Von 1978 bis 1984 war Müller Sprecher des Sonderforschungsbereichs Wissen und Gesellschaft im 19. Jahrhundert.
Seine Arbeiten trugen entscheidend zur Implementation sozialwissenschaftlicher Forschungsmethoden in der deutschen Bildungsgeschichte bei. Seit den 1970er Jahren trieb er mit Kontakten nach Großbritannien, in die USA und später nach China die Internationalisierung der bildungshistorischen Forschung ebenso voran wie er an der Ruhr-Universität noch vor dem Bologna-Prozess modellhaft die Einführung gestufter Studiengänge mitinitiierte.

## Schriften (Auswahl)
- Sozialstruktur und Schulsystem. Aspekte zum Strukturwandel des Schulwesens im 19. Jahrhundert. Göttingen 1977, ISBN 3-525-31810-3.
- mit Fritz K. Ringer und Brian Simon: The rise of the modern educational system. Structural change and social reproduction 1870–1920. Cambridge 1987, ISBN 2-7351-0168-1.
- mit Bernd Zymek: Sozialgeschichte und Statistik des Schulsystems in den Staaten des Deutschen Reiches 1800–1945. Göttingen 1987, ISBN 3-525-36211-0.
- mit Ulrich G. Herrmann: Regionale Differenzierung und gesamtstaatliche Systembildung. Preußen und seine Provinzen – Deutsches Reich und seine Staaten 1800–1945. Göttingen 2003, ISBN 3-525-36212-9.